# Аманда Фінк
Аманда Фінк (англ. Amanda Fink; нар. 4 грудня 1986) — колишня американська тенісистка.
Найвищу одиночну позицію світового рейтингу — 260 місце досягла 21 листопада, 2011, парну — 228 місце — 27 вересня, 2010 року.
Здобула 1 одиночний та 3 парні титули туру ITF.
Завершила кар'єру 2013 року.

## Фінали ITF

### Одиночний розряд: 4 (1–3)
| турніри $100,000 |
| турніри $75,000  |
| турніри $50,000  |
| турніри $25,000  |
| турніри $10,000  |

| Результат | Ранг | Дата     | Турнір               | Покриття | Суперниця           | Рахунок  |
| --------- | ---- | -------- | -------------------- | -------- | ------------------- | -------- |
| Поразка   | 1.   | Лип 2008 | ITF Аллентаун, США   | Тверде   | Мілагрос Секера     | 2–6, 0–6 |
| Перемога  | 2.   | Лип 2008 | ITF Атланта, США     | Тверде   | Светлана Кривенчева | 6–3, 6–2 |
| Поразка   | 3.   | Бер 2011 | ITF Метепек, Мексика | Тверде   | Тельяна Перейра     | 4–6, 4–6 |
| Поразка   | 4.   | Лип 2011 | ITF Лексінгтон, США  | Тверде   | К'яра Шоль          | 1–6, 1–6 |

### Парний розряд: 7 (3–4)
| Результат | Ранг | Дата              | Турнір                         | Покриття | Партнерка        | Суперниці                                    | Рахунок             |
| Поразка   | 1    | 19 липня 2009     | Атланта, США                   | Тверде   | Ясмін Шнак       | Кейтлін Крістіан Ліндсі Нелсон               | 5–7, 6–7(2)         |
| Перемога  | 2    | 23 листопада 2009 | Пуебла (штат), Мексика         | Тверде   | Елізабет Лампкін | Флоренсія Молінеро Марія Фернанда Алвеш      | 6–4, 6–7(6), [10–8] |
| Перемога  | 3    | 12 грудня 2009    | Халапа-Енрикес, Мексика        | Тверде   | Елізабет Лампкін | Вівіан Сегніні Домініка Дьєшкова             | 5–7, 6–2, [15–13]   |
| Поразка   | 4    | 14 лютого 2010    | Лагуна-Нігел (Каліфорнія), США | Тверде   | Елізабет Лампкін | Анастасія Пивоварова Лаура Зігемунд          | 2–6, 3–6            |
| Перемога  | 5    | 8 березня 2010    | Метепек, Мексика               | Ґрунт    | Елізабет Лампкін | Марія Фернанда Алвеш Даніела Муньос Галлегос | 6–3, 5–7, [10–8]    |
| Поразка   | 6    | 7 серпня 2010     | Ванкувер, Канада               | Тверде   | Ірина Фалконі    | Чжан Кайчжень Гейді Ель Табах                | 6–3, 3–6, [4–10]    |
| Поразка   | 7    | 6 червня 2011     | Ель-Пасо (Техас), США          | Тверде   | Ясмін Шнак       | Альона Сотникова К'яра Шоль                  | 5–7, 6–4, [8–10]    |